# Trémont-sur-Saulx
Trémont-sur-Saulx és un municipi francès situat al departament del Mosa i a la regió del Gran Est. L'any 2007 tenia 647 habitants.

## Demografia

### Població
El 2007 la població de fet de Trémont-sur-Saulx era de 647 persones. Hi havia 240 famílies, de les quals 48 eren unipersonals (8 homes vivint sols i 40 dones vivint soles), 72 parelles sense fills, 104 parelles amb fills i 16 famílies monoparentals amb fills.
La població ha evolucionat segons el següent gràfic:
Habitants censats

### Habitatges
El 2007 hi havia 257 habitatges, 243 eren l'habitatge principal de la família, 5 eren segones residències i 9 estaven desocupats. 248 eren cases i 9 eren apartaments. Dels 243 habitatges principals, 211 estaven ocupats pels seus propietaris, 30 estaven llogats i ocupats pels llogaters i 2 estaven cedits a títol gratuït; 1 tenia una cambra, 4 en tenien dues, 16 en tenien tres, 67 en tenien quatre i 155 en tenien cinc o més. 200 habitatges disposaven pel capbaix d'una plaça de pàrquing. A 81 habitatges hi havia un automòbil i a 131 n'hi havia dos o més.

### Piràmide de població
La piràmide de població per edats i sexe el 2009 era:
| Homes | Edats   | Dones |
| ----- | ------- | ----- |
| 0     | 95 o +  | 4     |
| 0     | 90 a 94 | 0     |
| 0     | 85 a 89 | 4     |
| 0     | 80 a 84 | 8     |
| 0     | 75 a 79 | 4     |
| 12    | 70 a 74 | 4     |
| 12    | 65 a 69 | 16    |
| 20    | 60 a 64 | 20    |
| 16    | 55 a 59 | 8     |
| 24    | 50 a 54 | 20    |
| 28    | 45 a 49 | 36    |
| 36    | 40 a 44 | 44    |
| 12    | 35 a 39 | 4     |
| 24    | 30 a 34 | 32    |
| 12    | 25 a 29 | 8     |
| 24    | 20 a 24 | 8     |
| 20    | 15 a 19 | 20    |
| 16    | 10 a 14 | 20    |
| 20    | 5 a 9   | 24    |
| 20    | 0 a 4   | 16    |

## Economia
El 2007 la població en edat de treballar era de 422 persones, 306 eren actives i 116 eren inactives. De les 306 persones actives 281 estaven ocupades (154 homes i 127 dones) i 25 estaven aturades (13 homes i 12 dones). De les 116 persones inactives 47 estaven jubilades, 39 estaven estudiant i 30 estaven classificades com a «altres inactius».

### Ingressos
El 2009 a Trémont-sur-Saulx hi havia 239 unitats fiscals que integraven 635,5 persones, la mediana anual d'ingressos fiscals per persona era de 17.851 €.

### Activitats econòmiques
Dels 19 establiments que hi havia el 2007, 1 era d'una empresa extractiva, 1 d'una empresa de fabricació de material elèctric, 3 d'empreses de construcció, 1 d'una empresa de comerç i reparació d'automòbils, 2 d'empreses d'hostatgeria i restauració, 1 d'una empresa d'informació i comunicació, 4 d'empreses financeres, 1 d'una empresa immobiliària, 3 d'empreses de serveis, 1 d'una entitat de l'administració pública i 1 d'una empresa classificada com a «altres activitats de serveis».
Dels 3 establiments de servei als particulars que hi havia el 2009, 1 era un guixaire pintor, 1 fusteria i 1 restaurant.
L'any 2000 a Trémont-sur-Saulx hi havia 8 explotacions agrícoles que ocupaven un total de 210 hectàrees.

## Equipaments sanitaris i escolars
El 2009 hi havia una escola elemental.

## Poblacions més properes
El següent diagrama mostra les poblacions més properes.